# Karolina Kaczorowska
Karolina Kaczorowska   (Ivano-Frankivsk, 26 d'octubre de 1930 - Londres, 21 d'agost de 2021)) va ser la vídua de Ryszard Kaczorowski, l'últim president de la República de Polònia a l'exili. (1989-1990).
Durant l'ocupació soviètica (1939–1941) va ser deportada, juntament amb la seva família, a Sibèria. Després de ser alliberada, va anar a l'escola polonesa a Uganda i es va graduar a la Universitat de Londres. Durant diversos anys, va treballar com a professora i va estar activa en el moviment polonès exiliat Scouting, on va conèixer al seu futur espòs. Es van casar el 19 de juliol de 1952. Karolina i Ryszard van tenir 2 filles.
Kaczorowska havia d'assistir al 70 aniversari de la Massacre de Katin juntament amb el seu marit, però raons de salut li van impedir anar. Tota la delegació polonesa, inclòs l'ex President Kaczorowski, va morir en l'accident de 2010 de la Força Aèria Polonesa Tu-154.